# Адалберт I (Тоскана)
Вижте пояснителната страница за други личности с името Адалберт.
Адалберт I (на италиански: Adalberto I di Toscana; * ок. 820; † сл. 27 май 884) от Дом Бонифации е през 844/845 — 884/889 г. граф и херцог на Лука, първият маркграф на Марка Тоскана в Тусция с Флоренция и Фиезоле през 846 – 884 г. със столица град Лука, от 846 г. тутор на Корсика.

## Произход
Син е на Бонифаций II (* 788, † сл. 838), граф на Лука, и на Берта. Брат е на граф Берард.

## Биография
Адалберт I има голяма собственост в Прованс. 
Като тутор на остров Корсика от 846 г. той има задачата да се изправи срещу сарацините, координирайки отбраната срещу тях. Името му се появява в списъка на призованите на оръжие от Лотар I в капитулария, издаден през 846 г. за организиране на експедиция срещу неверниците (Capitularia regum Francorum). Известно е писмото му от 10 август същата година, предупреждаващо римляните за неизбежността на мюсюлманското нападение.
През 855 г. Адалберт I заедно с по-малко квалифицирания Бернард е ръководител на пратеничество от името на Лудвиг II в Рим, който не желае да ратифицира избора на папа Бенедикт III и иска да го замени с антипапа Анастасий. Императорските пратеници и техните имперски привърженици се опитват да се наложат със сила, арестуват и малтретират папските служители, изпратени от Бенедикт III да търсят споразумение, нахлуват в Латеранския дворец, арестуват самия папа, но не преодоляват съпротивата на римското духовенство нито със заплахи, нито с ласкателства, и след това маскират провала си, като подновяват избора на Бенедикт III под техен контрол.
С втория брак на Адалберт I, сключен през 863 г. със сестрата на херцога на Сполето Ламберт II, се скрепва солидарността на интересите на двамата владетели. Тя се засилва още повече, когато се отваря въпросът за наследяването на император Лудвиг II. Адалберт I подкрепя политиката на своя шурей, заема позиция с него за Каролингите в Германия и остава негов поддръжник дори след като папа Йоан VIII се обявява за Карл II Плешиви; това се демонстрира от факта, че през 876 г. Адалберт I приветства някои прогермански папски служители, които бягат от Рим в резултат на решението на папата. След смъртта на Карл Плешиви Адалберт I и Ламберт II навлизат в Рим с преврат през 878 г. с цел да наложат кандидатурата на Карломан II за император и да възстановят на длъжност неговите избягали служители. Когато опитите за споразумение се провалят, папа Йоан VIII е пленен, но не се поддава, дори когато римляните са убедени да се закълнат във вярност на Карломан. След около тридесет дни, може би изпълнявайки молбите на самия Карломан, Алберт и Ламберт се оттеглят, оставяйки папата на свобода. Папата осъжда насилието, което той и градът са претърпели, отлъчва виновниците и, намирайки убежище във Франция, подновява осъждането на синод, който се събира в Троа. Но идването на власт на Карл III означава не само вдигане на отлъчването, но и определянето от новия император на Алберт и Ламберт като защитници на наследството на Свети Петър.
Адалберт I основава манастир в чест на Бог и Богородица през 884 г. близо до Аула в Луниджана с името на мъченика „Св. Капразий“. Това са последните новини, които има за него.
Неговият наследник е синът му Адалберт II.

## Брак и потомство
Жени се два пъти:
∞ 1. за Анонсуара († пр. 875), от която няма деца
∞ 2. 863 за графиня Ротхилда († сл. 27 май 884), дъщеря на херцога на Сполето Гуидо Сполетски и сестра на Ламберт II, от която има  три деца:
- Адалберт II Богатия († 10/19 септември 915), 884 – 889 граф и херцог на Лука и маркграф на Тусция; ∞ 890/898 Берта от Лотарингия, † 8 март 925, 906 „кралица на франките“, 915 регентка, дъщеря на крал Лотар II (Каролинги), вдовица на Теотбалд, граф на Арл (Бозониди);
- Дъщеря, ∞ за Убалдо I от Хугполдингите, от когото има един или двама сина и три дъщери;
- Бонифаций († сл. 884), граф, 894 в двора на крал Арнулф в Павия;
- Дъщеря (вер. Регинсинда), монахиня в „Санта Джулия“в Бреша